# Fredrik Kuhlau
Fredrik Kuhlau, född januari 1720, död 13 december 1785, var en svensk violast. Kuhlau var violast i Kungliga Hovkapellet 1773–1785.

## Biografi
Fredrik Kuhlau föddes januari 1720. Han var son till hovtrumpetaren Conrad Casper Kuhlau och bror till hovtrumpetarna Carl Hindrich Kuhlau och Christian Ludwig Kuhlau. Han anställdes 1773 som violast vid Kungliga hovkapellet i Stockholm och slutade 1785. Han var gift med Christina Neukirch (1724–1807). Kuhlau avled 13 december 1785.
Kuhlau arbetade även som hovtrumpetare. Hans dotter Cornelia var gift med hovtrumpetaren Olof Johan Örnberg.